# Kanton Belley
Belley is een kanton van het Franse departement Ain. Het kanton maakt deel uit van het arrondissement Belley.

## Geschiedenis
Op 22 maart 2015 werden de gemeenten van het op die dag opgeheven kanton Virieu-le-Grand, met uitzondering van de gemeente Armix, toegevoegd aan het kanton, evenals de gemeente Saint-Benoît van het op die dag eveneens opgeheven kanton Lhuis. Hiermee nam het aantal gemeenten in het kanton toe van 24 naar 37.

## Gemeenten
Op 1 januari 2016 fuseerden de gemeenten Groslée en Saint-Benoît tot de commune nouvelle Groslée-Saint-Benoit maar Goslée bleef wel onderdeel van het kanton Lagnieu, waar het in 2015 in was opgegaan. Pas met het decreet van 5 maart 2020 werd de volledige gemeente Groslée-Saint-Benoit deel van het kanton Belley.
Eveneens op 1 januari 2016 fuseerden Arbignieu en Saint-Bois tot de commune nouvelle Arboys en Bugey en Nattages en Parves tot de commune nouvelle Parves et Nattages.
Een jaar later, op 1 januari 2017 werd Pugieu opgenomen in de gemeente Chazey-Bons.
Op 1 januari 2019, ten slotte, ging Saint-Champ op in de gemeente Magnieu.
Het kanton Belley omvat sindsdien de volgende gemeenten
- Ambléon
- Andert-et-Condon
- Arboys en Bugey
- Belley (hoofdplaats)
- Brégnier-Cordon
- Brens
- La Burbanche
- Ceyzérieu
- Chazey-Bons
- Cheignieu-la-Balme
- Colomieu
- Contrevoz
- Conzieu
- Cressin-Rochefort
- Cuzieu
- Flaxieu
- Groslée-Saint-Benoit
- Izieu
- Lavours
- Magnieu
- Marignieu
- Massignieu-de-Rives
- Murs-et-Gélignieux
- Parves et Nattages
- Peyrieu
- Pollieu
- Prémeyzel
- Rossillon
- Saint-Germain-les-Paroisses
- Saint-Martin-de-Bavel
- Virieu-le-Grand
- Virignin
- Vongnes